# 輪回し

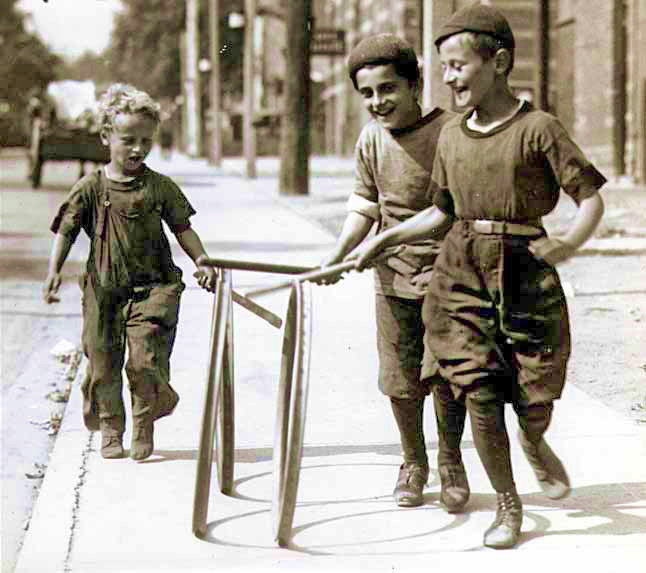
輪回しで遊ぶ子供

輪回しは、竹・金属などでできた大きな輪を、棒をあてがいながら転がしてゆく遊びである。
単純な遊びであるため、ヨーロッパから中国、アフリカ、ネイティブアメリカンの文化など、同様の遊びが古くから世界中でひろく行われていた。古代ギリシャの壺絵には輪回しに興じる若者の姿を描いたものもあり、ヒポクラテスは胆汁質の体質改善のための健康療法として輪回しを称揚している。ギュムナシオンにもこの運動を行うための輪が備えられていた。
日本では、江戸時代に桶からはずれた箍（たが）を回して遊んだことから始まったとされ、箍回しと呼ばれた。元禄時代の宝井其角の句に「たが回し　誰（た）がたが回し　始めけん」という戯れ句があり、浮世絵にもしばしば描かれている。明治時代になって廃物になった自転車の車輪など金属製の輪が使われるようになり、輪転がしや輪回しと呼ばれるようになった。

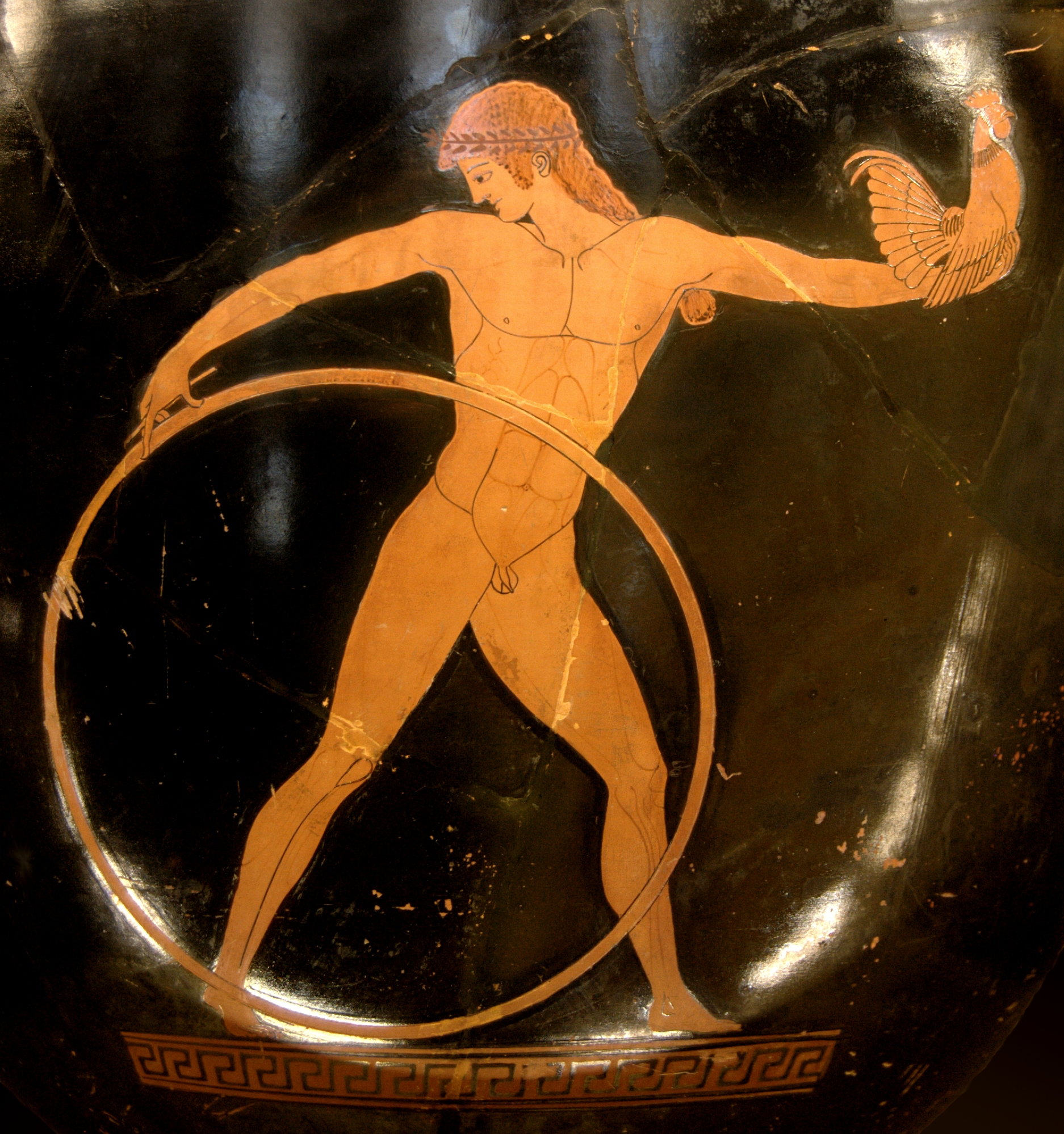
壺絵に描かれた輪回し
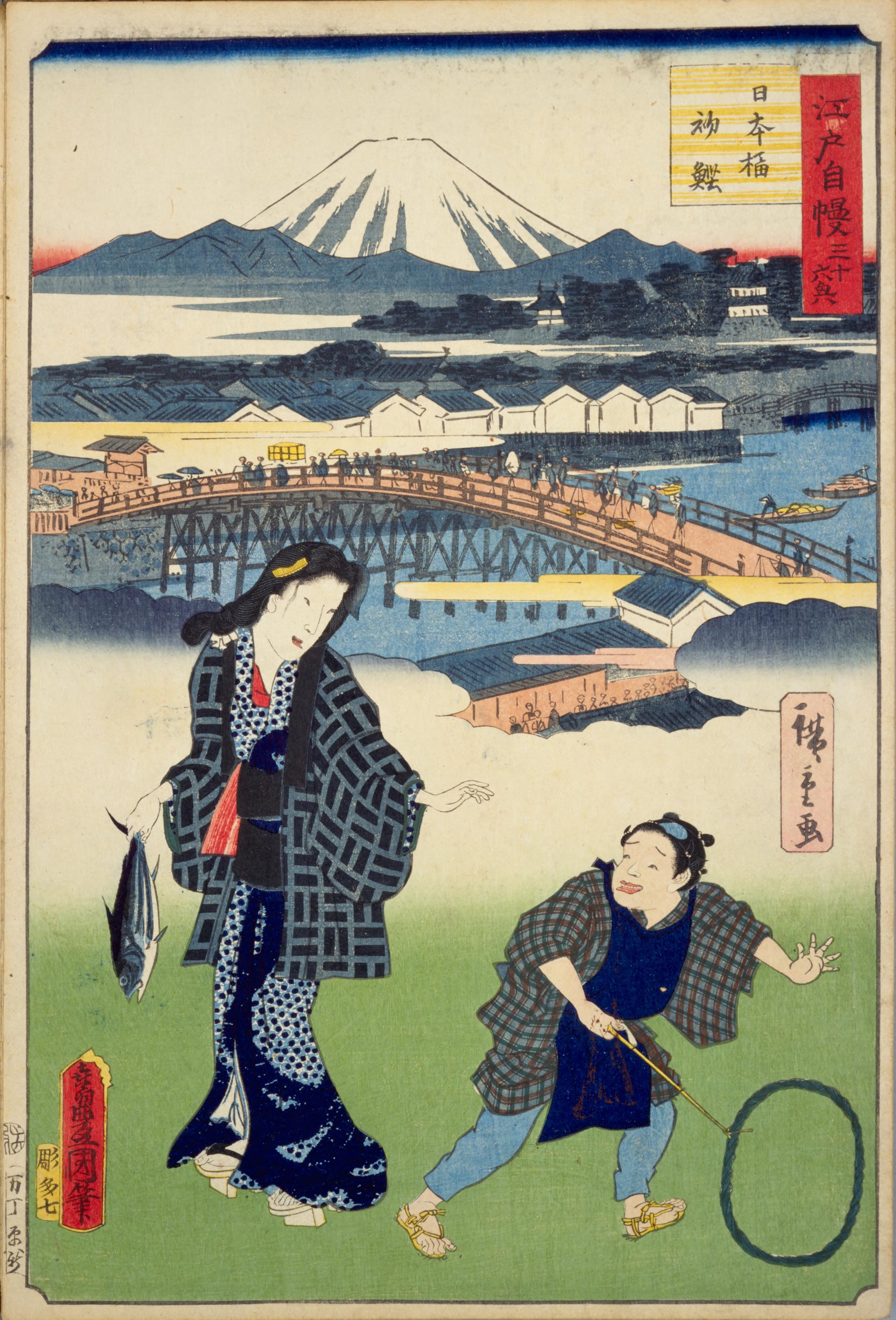
江戸自慢三十六興 日本橋初鰹
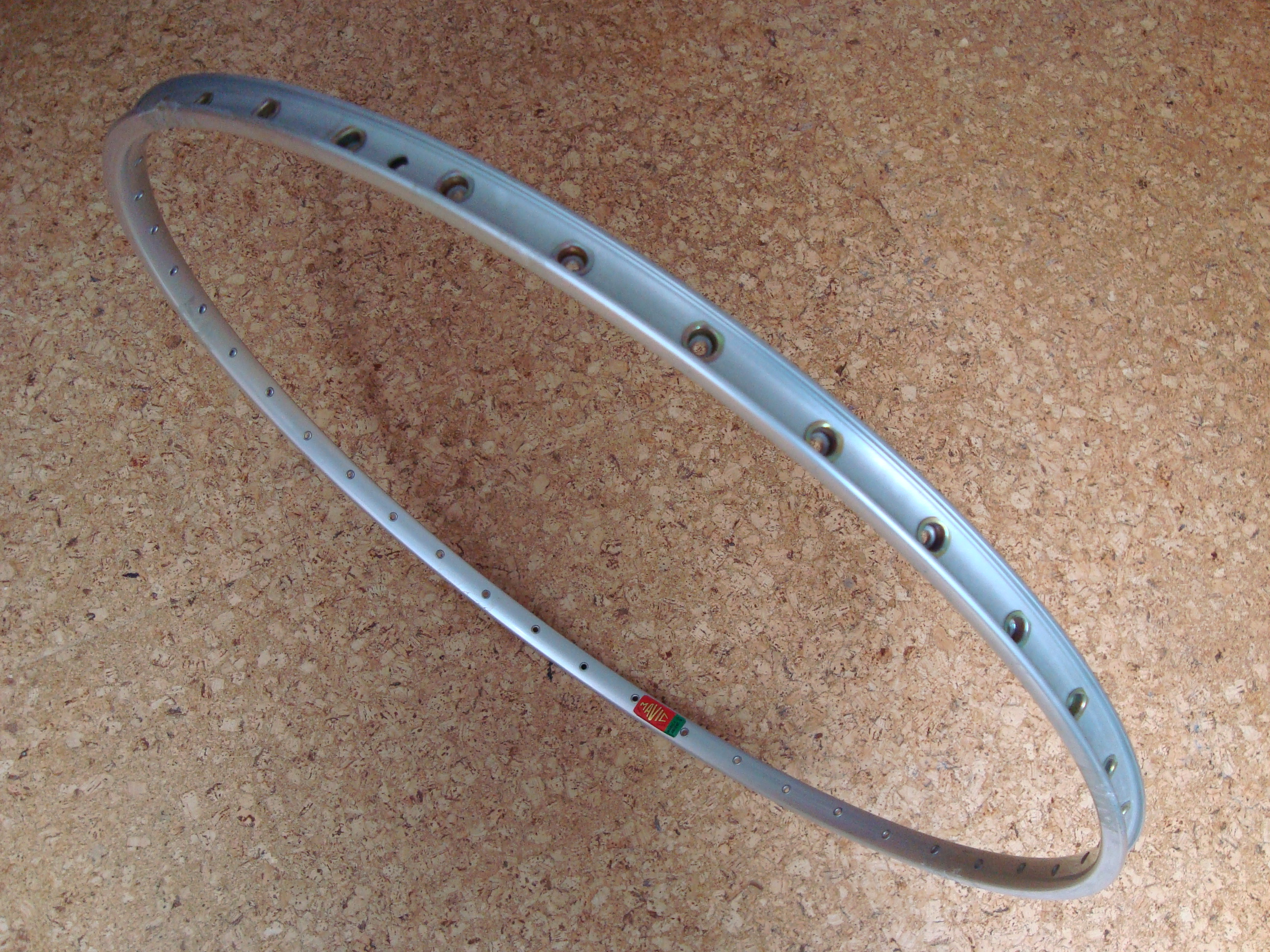
自転車のリム

| - 壺絵に描かれた輪回し - 江戸自慢三十六興 日本橋初鰹 - 自転車のリム |